# Chris Mazdzer
Chris Mazdzer (n. 26 iunie 1988, Pittsfield, Massachusetts, SUA) este un sănier ce a reprezentat Statele Unite ale Americii, medaliat olimpic. A participat la 4 ediții ale Jocurilor Olimpice (2010, 2014, 2018, 2022) în care a câștigat 1 medalie de argint.